# 迪科恩 (伊利諾伊州)
迪科恩（英語：Du Quoin）是一個位於美國伊利諾伊州佩里縣的城市。

## 地理
迪科恩的座標為38°00′00″N 89°14′00″W / 38.00000°N 89.23333°W，而該地的平均海拔高度為142米（即466英尺）。

## 人口
根據2010年美國人口普查的數據，迪科恩的面積為18.29平方千米，當中陸地面積為18.08平方千米，而水域面積為0.21平方千米。當地共有人口6109人，而人口密度為每平方千米334.01人。